# Träumende Lippen
Träumende Lippen ist ein US-amerikanischer Spielfilm aus dem Jahr 1965. Der Film entstand nach einem Roman der australischen Schriftstellerin Elizabeth Kata.

## Handlung
Die 18-jährige Selina D'Arcey ist seit einem Unfall in frühester Kindheit blind. Sie lebt seitdem mit ihrer Mutter, der Prostituierten Rose-Ann, und ihrem alkoholkranken Großvater Ole Pa eingesperrt in deren Wohnung. Sie durfte nie eine Schule besuchen und beherrscht deshalb auch nicht die Blindenschrift. Ihre einzige Beschäftigung ist die Hausarbeit. Eines Tages nimmt ihr Großvater sie mit auf einen Spaziergang im Park. Dort ist sie erschrocken über nie erlebte Eindrücke. Der junge Schwarze Gordon Ralfe wird auf sie aufmerksam. Von nun an überredet Selina ihren Großvater, sie täglich mit in den Park zu nehmen. Gordon und Selina treffen sich dort regelmäßig und werden Freunde. Eines ihrer Treffen wird von der Prostituierten Sadie beobachtet, die davon Rose-Ann berichtet. Die Mutter schlägt daraufhin Selina und versucht ihr zu erklären, warum sie sich nicht mit einem Schwarzen treffen kann. Gordon versucht wiederum, Selina in einer Blindenschule unterzubringen. Dies jedoch widerspricht Rose-Anns und Sadies Plänen. Die beiden Frauen möchten ein Bordell eröffnen, in dem Selina die Hauptattraktion sein soll. Gordon rettet das Mädchen vor dieser schrecklichen Zukunft und bringt sie in die Blindenschule.

## Kritiken
„Ein zwar behutsam und ohne dramatische Effekte inszeniertes, insgesamt aber allzu klischeebeladenes und sentimentales Melodram, das für die Integration benachteiligter Minderheiten wirbt, aber die Versöhnung gesellschaftlicher Widersprüche auf den Bereich der privaten Gefühle beschränkt.“

## Auszeichnungen
Elizabeth Hartman wurde 1966 mit einem Golden Globe Award als vielversprechendste Newcomerin ausgezeichnet. Im selben Jahr erhielt Shelley Winters einen Oscar für die beste weibliche Nebenrolle.